# Pero alaga
Pero alaga là một loài bướm đêm trong họ Geometridae.